# Кірквуд (Нью-Йорк)
Кірквуд (англ. Kirkwood) — місто (англ. town) в США, в окрузі Брум штату Нью-Йорк. Населення — 5481 особа (2020).

## Демографія
Згідно з переписом 2010 року, у місті мешкало 5857 осіб у 2392 домогосподарствах у складі 1600 родин. Було 2520 помешкань
Расовий склад населення:
| - 96,2 % — білих - 1,0 % — чорних або афроамериканців - 0,8 % — азіатів - 0,1 % — вихідців з тихоокеанських островів - 0,1 % — корінних американців |

До двох чи більше рас належало 1,4 %. Частка іспаномовних становила 1,6 % від усіх жителів.
За віковим діапазоном населення розподілялося таким чином: 22,9 % — особи молодші 18 років, 61,1 % — особи у віці 18—64 років, 16,0 % — особи у віці 65 років та старші. Медіана віку мешканця становила 42,5 року. На 100 осіб жіночої статі у місті припадало 97,9 чоловіків;  на 100 жінок у віці від 18 років та старших — 97,5 чоловіків також старших 18 років.
Середній дохід на одне домашнє господарство  становив 75 726 доларів США (медіана — 53 861), а середній дохід на одну сім'ю — 74 642 долари (медіана — 62 583). Медіана доходів становила 42 837 доларів для чоловіків та 35 769 доларів для жінок. За межею бідності перебувало 13,9 % осіб, у тому числі 22,2 % дітей у віці до 18 років та 2,7 % осіб у віці 65 років та старших.
Цивільне працевлаштоване населення становило 2380 осіб. Основні галузі зайнятості: освіта, охорона здоров'я та соціальна допомога — 33,8 %, виробництво — 12,9 %, роздрібна торгівля — 12,6 %.